# Vacherin des Bauges
Le Vacherin des Bauges appelé aussi Vacherin de Savoie est un fromage français très ancien puisqu'il était déjà servi au Moyen Âge. Il est produit dans la vallée d'Aillon (Bauges) et vers Abondance, en Haute-Savoie.

## Histoire
Un document daté de 1314 (conservé aux Archives historiques de la ville d'Évian-les-Bains) mentionne la production de vacherin sur le plateau de la Montagne des Mémises. Il était produit par les chanoines du Prieuré de Meillerie.

## Fabrication
Le vacherin a une pâte molle voire coulante et une croûte lavée naturelle blanche ou grisâtre. C'est un fromage très crémeux, cerclé d'un anneau en écorce d'épicéa ou d'érable, ce qui lui donne un goût particulier.
Il a une forme cylindrique de  21 cm de diamètre et de  4 ou 4,5 cm d'épaisseur, d'apparence légèrement crevassé. 
Il est affiné pendant une quinzaine de jours,.

## Dégustation
Ce fromage possède une saveur douce et crémeuse.

### Vins conseillés
- rouge léger[3]
- rouge fruité[3]
- vin blanc de type Bergeron de Savoie[2].

### Saisons conseillées
Il est consommable en  hiver, de décembre à février.